# Nathan Adrian
Nathan Ghar-jun Adrian (Bremerton, 7 dicembre 1988) è un nuotatore statunitense specializzato nello stile libero, campione olimpico dei 100 m stile libero a Londra 2012.

## Biografia
Specializzato nello stile libero, ha vinto due medaglie d'oro ai mondiali in vasca corta 2008: nella staffetta 4x100 m stile libero e nei 100 m stile libero davanti a Filippo Magnini. Inoltre è arrivato secondo nei 100 m misti.
Ai Giochi di Pechino nel 2008 ha partecipato alle batterie della staffetta 4x100 m stile libero stabilendo anche il nuovo record del mondo, che però verrà battuto dai frazionisti americani in finale (Michael Phelps, Garret Weber-Gale, Cullen Jones e Jason Lezak) ma anche dai francesi, secondi, dagli australiani, terzi, e dall'Italia e dalla Svezia rispettivamente quarta e quinta.
Nel 2009 ai Mondiali di Roma insieme a Michael Phelps, Matthew Grevers e Ryan Lochte ha partecipato alla finale della staffetta 4x100 m stile libero vincendo l'oro.
Ai Giochi PanPacifici del 2010 a Irvine ha vinto i 50 ed i 100 stile libero e le staffette 4x100 stile libero e mista. Nel 2011 ai Campionati mondiali di Shanghai ottiene il 6º posto nella finale dei 100 stile libero vinti dall'australiano James Magnussen ed il 4, anche se per solo 1 centesimo, nei 50 stile libero vinti dal brasiliano César Cielo.
Ai Giochi Olimpici di Londra nel 2012 vince i 100 stile libero, battendo per solo un centesimo il campione del mondo Magnussen; pochi giorni dopo vince anche l'oro nella staffetta 4x100 m mista con Matthew Grevers dorsista, Brendan Hansen ranista e Michael Phelps delfinista; ottiene inoltre un argento nella 4x100 m stile libero dietro alla Francia.
Nel gennaio 2019 ha reso noto di essere stato colpito da un tumore ai testicoli, individuato precocemente dai medici e per cui ha già iniziato una terapia. Ha dichiarato di voler provare a competere per i giochi olimpici di Tokyo 2020 nonostante la malattia.

## Palmarès
| Giochi olimpici             | 50 m sl        | 100 m sl       | 4×100 m sl      | 4×100 m misti          | -                |
| Pechino 2008 Cina           | -              | -              | Oro 3'08"24     | -                      | -                |
| Londra 2012 Regno Unito     | -              | Oro 47"52      | Argento 3'10"38 | Oro 3'29"35            | -                |
| Rio de Janeiro 2016 Brasile | Bronzo 21"49   | Bronzo 47"85   | Oro 3'09"92     | Oro 3'27"95            | -                |
| Mondiali                    | 50 m sl        | 100 m sl       | 4×100 m sl      | 4×100 m misti          | 4×100 m sl mista |
| Roma 2009 Italia            | 6º 21"49       | 10º (sf) 48"13 | Oro 3'09"21     | Oro 3'27"28            | -                |
| Shanghai 2011 Cina          | 4º 21"93       | 6º 48"23       | Bronzo 3'11"96  | Oro 3'32"06            | -                |
| Barcellona 2013 Spagna      | 4º 21"60       | Bronzo 47"84   | Argento 3'11"42 | squalificati in finale | -                |
| Kazan 2015 Russia           | Argento 21"52  | 7º 48"31       | -               | Oro 3'29"93            | Oro 3'23"05      |
| Budapest 2017 Ungheria      | 10º (sf) 21"83 | Argento 47"87  | Oro 3'10"06     | Oro 3'27"91            | Oro 3'19"60      |
| Gwangju 2019 Corea del Sud  | -              | -              | Oro 3'09"06     | Argento 3'28"45        | Oro 3'19"40      |
| Mondiali in vasca corta     | 50 m sl        | 100 m sl       | 4×100 m sl      | 4×100 m misti          | -                |
| Manchester 2008 Regno Unito | -              | Oro 46"67      | Oro 3'08"44     | Argento 3'24"38        | -                |
| Campionati panpacifici      | 50 m sl        | 100 m sl       | 4×100 m sl      | 4×100 m misti          | -                |
| Irvine 2010 Stati Uniti     | Oro 21"55      | Oro 48"15      | Oro 3'11"74     | Oro 3'32"48            | -                |
| Gold Coast 2014 Australia   | Bronzo 21"80   | Argento 48"30  | Argento 3'13"36 | Oro 3'29"94            | -                |
| Tokyo 2018 Giappone         | -              | -              | -               | Oro 3'30"20            | -                |
| Giochi panamericani         | 50 m sl        | 100 m sl       | 4×100 m sl      | 4×100 m misti          | 4×100 m sl mista |
| Lima 2019 Perù              | Argento 21"87  | Argento 48"17  | Argento 3'14"94 | Oro 3'30"25            | Oro 3'24"84      |

## International Swimming League
| Stagione 2019 |
| ------------- |
| LA Current    |